# Пирс, Йен
Йен Пирс (англ. Iain Pears) — британский искусствовед, писатель и журналист.

## Биография
Пирс родился в 1955 году, получил образование в Уодем Колледже Оксфордского университета (англ. Wadham College)и в Вулфсон-Колледже (англ. Wolfson College).
До того, как начать писать книги, Йен Пирс работал репортером на Би-Би-Си (англ. BBC), Четвёртом Канале (Великобритания) и на Втором канале Германского телевидения (нем. ZDF - Zweites Deutsches Fernsehen), а также корреспондентом агентства Рейтер в Италии, Франции, Великобритании и США (в период с 1982 по 1990 год). Международное признание получил после опубликования «романа-расследования» «Перст указующий», который был переведен на 18 языков. Йен Пирс женат, имеет сына; живёт в Оксфорде.

### Серия книг о Джонатане Аргайле (искусствоведческие детективы)
Серия книг описывает приключения искусствоведа Джонатана Аргайла (Jonathan Argyll) и двух представителей Национального управления по борьбе с кражами произведений искусства — отделения итальянской полиции (г. Рим): Флавии ди Стефано (Flavia di Stefano) и генерала Боттандо (general Bottando).
| № | Название               | Оригинал                        | Аннотация |
| - | ---------------------- | ------------------------------- | --- |
| 1 | «Загадка Рафаэля»      | The Raphael Affair (1991)       | Английский студент прибывает в Италию, чтобы найти картину Рафаэля, которая 200 лет назад была спрятана под полотном второразрядного художника.                                                                                          |
| 2 | «Комитет Тициана»      | The Titian Committee (1992)     | В Венеции собирается комитет из шести искусствоведов, занимающийся составлением полного каталога Тициана. Неожиданно одного из них находят мёртвым.                                                                                      |
| 3 | «Бюст Бернини»         | The Bernini Bust (1993)         | Американский миллионер убит в своём музее. Бюст работы Бернини исчез. |
| 4 | «Последний суд»        | The Last Judgement (1994)       | Аргайл должен перевезти «Суд Сократа», картину малоизвестного французского художника, которая раньше входила в коллекцию французского коллаборациониста.                                                                                 |
| 5 | «Рука Джотто»          | Giotto’s Hand (1995)            | «Джотто» — это прозвище, которое дал генерал Боттандо неуловимому вору картин, работающему уже 30 лет, потому что о нём, как и о его тёзке — великом итальянском художнике, известно немного. Неожиданно начинает появляться информация. |
| 6 | «Гибель и возрождение» | Death and Restoration (1996)    | Полиция получает анонимное сообщение о готовящемся ограблении монастыря, и в этот же момент в Италию приезжает знаменитая воровка, которая сразу же становится подозреваемой.                                                            |
| 7 | «Идеальный обман»      | The Immaculate Deception (2000) | Из музея похищают картину Лоррена «Кефал и Прокрида», которая была предоставлена Италии для международной выставки другим государством. Назревает скандал.                                                                               |

### Другие книги
| Название            | Оригинал                             | Аннотация |
| ------------------- | ------------------------------------ | --- |
| «Открытие живописи» | The Discovery of Painting (1989)     | Документальная книга об английском искусстве XVIII века. |
| «Перст указующий»   | An Instance of the Fingerpost (1997) | Эпистолярный роман из четырёх частей, каждая из которых представляет собой воспоминания другого лица о событиях 1663 года в Оксфорде. Рассказчики во многом противоречат друг другу. |
| «Сон Сципиона»      | The Dream of Scipio (2002)           | Исторический роман из трёх историй, происходящих в разные эпохи в Провансе. |
| «Портрет»           | The Portrait (2005)                  | |
| «Падение Стоуна»    | Stone’s Fall (2009)                  | Исторический роман, состоящий из трех частей от имени трех разных авторов, повествующих о связанных событиях.                                                                        |